# Gran Premio de Adigueya
El Gran Premio de Adigueya (oficialmente: Grand Prix of Adygeya; en ruso: Гран-при Адыгеи) es una carrera ciclista profesional por etapas rusa que se disputa en el sujeto federal de Adigueya, a finales del mes de abril.
Se comenzó a disputar en 2010 formando parte del UCI Europe Tour, dentro de la categoría 2.2 (última categoría del profesionalismo).

## Palmarés
| Año  | Ganador          | Segundo           | Tercero             |
| ---- | ---------------- | ----------------- | ------------------- |
| 2010 | Vitali Popkov    | Oleksandr Sheydyk | Valeri Valynin      |
| 2011 | Kirill Sinitsyn  | Serguéi Firsánov  | Evgeny Reshetko     |
| 2012 | Ilnur Zakarin    | Serguéi Firsánov  | Alexander Budaragin |
| 2013 | Andriy Khripta   | Vitali Popkov     | Ilnur Zakarin       |
| 2014 | Ilnur Zakarin    | Serguéi Lagutín   | Serguéi Firsánov    |
| 2015 | Serguéi Firsánov | Serguéi Nikoláyev | Maksim Pokídov      |

## Palmarés por países
| País    | Victorias |
| ------- | --------- |
| Rusia   | 4         |
| Ucrania | 2         |